# Liste der Bodendenkmale in Bad Brambach
In der Liste der Bodendenkmale in Bad Brambach sind die Bodendenkmale der Gemeinde Bad Brambach und ihrer Ortsteile nach dem Stand der Auflistung von Volkmar Geupel aus dem Jahr 1983 aufgelistet. Eventuelle Änderungen und Ergänzungen, insbesondere aus der Zeit nach der Wende, sind nicht berücksichtigt, da für Sachsen aktuell keine neueren allgemein zugänglichen Bodendenkmallisten vorliegen. Die Baudenkmale sind in der Liste der Kulturdenkmale in Bad Brambach aufgeführt.
| Denkmal-ID | Fundart            | Ortsteil     | Bezeichnung                                | Zeitstellung    | Lage                                                                           | Bemerkungen | Bild |
| ---------- | ------------------ | ------------ | ------------------------------------------ | --------------- | ------------------------------------------------------------------------------ | --- | ---- |
| ?          | besonderer Stein   | Bad Brambach | Steinkreuz                                 | Spätmittelalter | nordwestlich des Orts, auf einer Höhe vor Oberbrambach in einer kleinen Anlage | Schutz seit 16. September 1963 |      |
| ?          | besonderer Stein   | Hohendorf    | Steinkreuz                                 | Spätmittelalter | südsüdöstlich des Orts, am Abzweig des Kirchsteigs von der Deckerstraße        | Schutz seit 16. September 1963 |      |
| ?          | Befestigung > Burg | Oberbrambach | Wasserburg „Wintersreuth“, „Altes Schloss“ | Mittelalter     | südwestlich von Landwüst in der Quellmulde eines Bachs                         | runde Niederungsburg mit umlaufendem Graben und Außenwall, weiterer Graben im Süden, Schutz seit 15. Oktober 1959                   |      |
| ?          | Befestigung > Burg | Schönberg    | Wehranlage „Kapellenberg“                  | Mittelalter     | nordnordwestlich des Orts auf dem Gipfel des Kapellenbergs                     | Höhenburg in Gipfellage, quadratische Anlage mit abgerundeten Ecken, umlaufender Graben und Außenwall, Schutz seit 15. Oktober 1959 |      |